# Atelopus walkeri
Atelopus walkeri — вид отруйних жаб родини Ропухові (Bufonidae).

## Поширення
Вид є ендеміком  Колумбії. Населяє тропічний вологий гірський ліс та річки.
Цей вид зустрічається на півночі Колумбії на північному схилі  Національно природного парку Сьєрра-Невада-де-Санта-Марта в  департаменті Магдалена, і в басейні річки Guatapuri у департаменті Сесар на висоті 1500-2,900 м над рівнем моря.